# Bombay (Präsidentschaft)

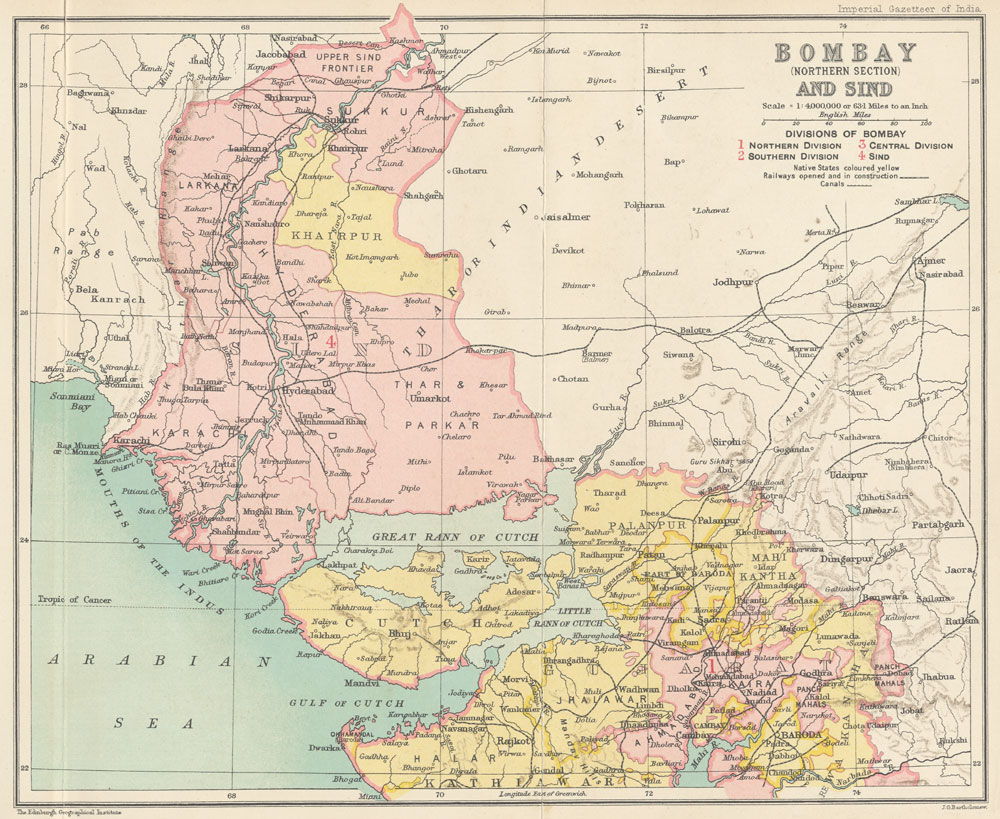
Der nördliche Teil der Präsidentschaft Bombay 1909

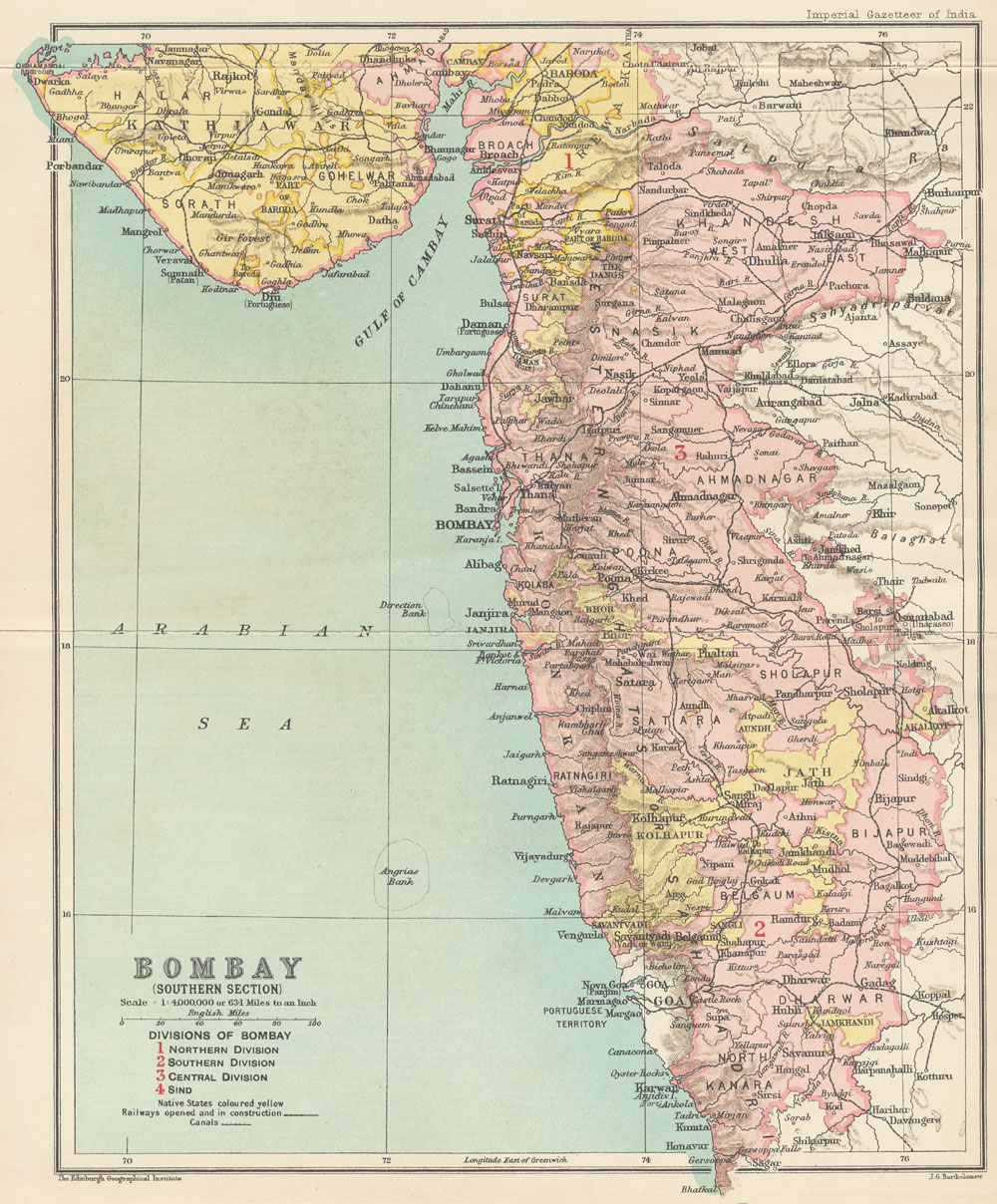
Der zentrale und südliche Teil. Die direkt verwalteten Gebiete sind rosa, die Fürstenstaaten gelb

Die Präsidentschaft Bombay (englisch Bombay Presidency) war eine von 1662 bis 1858 eine Verwaltungseinheit der Ostindien-Kompanie, von da an bis zur Unabhängigkeit 1947 eine Provinz Britisch-Indiens. Aus ihr ging der Staat Bombay hervor.
Zur Zeit der größten Ausdehnung umfasste die Präsidentschaft den heutigen indischen Bundesstaat Gujarat, die westlichen zwei Drittel von Maharashtra einschließlich der Regionen Konkan, Desh und Kandesh sowie das nordwestliche Karnataka, im Südosten des heutigen Pakistan gehörte der Sindh dazu, außerdem das im Jemen gelegene Aden. Sie bestand wie der Rest Indiens aus Distrikten unter direkter britischer Verwaltung und aus Staaten, die von einheimischen Fürsten regiert wurden, denen ein britischer Gouverneur zur Seite stand.

## Beginn der britischen Herrschaft
Die erste britische Siedlung in der Präsidentschaft war seit 1612 Surat im heutigen Gujarat. Die Englische Ostindien-Kompanie errichtete hier eine Handelsniederlassung, die unter dem Schutz des Mogul-Herrschers Jahangir stand. 1626 versuchten England und die Niederlande vergeblich, die Insel Bombay von Portugal zu erwerben, 1653 wurden Vorschläge zum Kauf gemacht. 1661 wurde Bombay als Teil der Mitgift von Infantin Katharina von Braganza, an den englischen König Karl II. abgetreten. 1668 wurde die Stadt allerdings gegen eine jährliche Zahlung von 10 Pfund Sterling an die Ostindien-Kompanie abgetreten. Auch die militärischen Einrichtungen wurden übergeben, ein in Europa aufgestelltes Regiment wurde in Bombay stationiert. Die Befestigungen erwiesen sich als ausreichend, 1673 einen niederländischen Angriff abzuwehren. 1687 wurde Bombay die Hauptstadt aller Besitzungen der Kompanie in Indien, in dieser Rolle wurde es jedoch 1753 durch Calcutta abgelöst.

## Ausweitung des Gebiets
Während des 18. Jahrhunderts expandierte das hinduistische Marathenreich sehr schnell auf Kosten des zerfallenden Mogulreichs und eroberte Konkan und das östliche Gujarat. Im westlichen Gujarat einschließlich Kathiawar und Kachchh erlaubte die sich lockernde Kontrolle der Moguln vielen einheimischen Herrschern sich praktisch unabhängig zu machen. In den Marathenkriegen (1775–1782, 1803–1805 und 1817–1818) wurde der größte Teil des Marathenreiches von Großbritannien erobert.
1803 bestand die Präsidentschaft Bombay nur aus der Insel Salsette, den sieben angrenzenden Inseln im Süden, Surat und Bankot. Bis 1827 kamen die übrigen Gebiete hinzu. Die zahlreichen kleinen Staaten in Kathiawar, Mahi Kantha, Palanpur und Rewa Kantha wurden zwischen 1807 und 1826 als „souveräne“ Fürstenstaaten unter britischer Kontrolle  organisiert. Baji Rao II., der letzte Peshwa (Ministerpräsident) des Marathenreiches, wurde 1818 mit einer Pension abgefunden.
1839 wurde Aden, 1843 Sindh der Präsidentschaft hinzugefügt. Während des Sepoy-Aufstands 1857–1858 blieb es in der Provinz relativ ruhig. Als Folge des Amerikanischen Bürgerkriegs und der Blockade der Südstaaten nahm die Agrarproduktion stark zu, da die indische Baumwolle in Europa die amerikanische ersetzte. Das dadurch ins Land strömende Geld führte zu einer Spekulations-Blase und dem Zusammenbruch der Bank von Bombay 1866. Bis zum Government of India Act 1935 wurde auch die Persian Gulf Residency mit verwaltet. Danach wurde auch der Sindh abgetrennt und zu einer eigenen Provinz erhoben.

## Geografie und Bevölkerung
Die Präsidentschaft Bombay wurde im Norden von Belutschistan, Punjab und Rajputana begrenzt, im Osten von Indore, den Zentralprovinzen und Hyderabad, im Süden von der Präsidentschaft Madras und dem Königreich Mysore. Im Westen grenzte sie an das Arabische Meer. Die Kolonie Aden lag im Süden der Arabischen Halbinsel. Innerhalb des Territoriums der Präsidentschaft lagen die portugiesischen Enklaven Goa, Daman und Diu, außerdem der Fürstenstaat Baroda, der direkt der indischen Kolonialverwaltung unterstand. Die Gesamtfläche (ohne Aden) betrug 488.850 km², wovon 318.530 km² unter direkter britischer Verwaltung, 170.320 km² unter einheimischer Regierung standen.
Die Bevölkerung betrug 1901 25,5 Millionen Menschen, davon 18,5 Millionen in den britisch verwalteten Gebieten, 7 Millionen in den Fürstenstaaten. Von diesen waren 20 Millionen Hindus, 4,5 Millionen Muslime, 500.000 Jainas sowie etwa 80.000 Zoroastrier und 200.000 Christen. Etwa 24 Millionen waren Analphabeten. In Sindh war der Islam die vorwiegende Religion seit der arabischen Eroberung im 8. Jahrhundert.

## Verwaltung
Die Präsidentschaft teilte sich in vier commissionerships und 26 Distrikte. Die einheimischen Staaten bestanden aus 353 unterschiedlichen Einheiten, die entweder von Verwaltern oder den Steuereinnehmern der umliegenden Distrikte verwaltet wurden.
Nach der Niederschlagung des großen Aufstands wurde die Herrschaft der Britischen Ostindien-Kompanie 1858 durch die direkte Herrschaft der britischen Krone abgelöst. In Bombay regierte ein von Großbritannien eingesetzter Gouverneur als Präsident mit zwei Beratern, die von der Krone eingesetzt wurden und aus der einheimischen Verwaltung stammten. Ein Legislativrat, der neben dem Gouverneur und seinen Beratern weitere acht bis zwanzig Mitglieder umfasste, konnte Gesetze erlassen. 1921 wurde die Verwaltung reformiert, der Legislativrat erhielt mehr gewählte indische Mitglieder.
Die Verwaltung der einheimischen Fürstenstaaten wurde von britischen Verwaltern überwacht, die genauen Beziehungen zwischen diesen und den einheimischen Herrschern unterschieden sich stark, je nach den Beziehungen zur Kolonialmacht.
1935 wurde die Provinz Sindh von Bombay abgetrennt. Diese wurde nach der Unabhängigkeit 1947 ein Teil Pakistans, während die Präsidentschaft Bombay 1950 unter Einschluss der früheren Fürstenstaaten zum Staat Bombay reorganisiert wurde.